# 黑西施奥尔登多夫
黑西施奥尔登多夫（德語：Hessisch Oldendorf，發音：[ˈhɛsɪʃ ˈʔɔldn̩dɔʁf] ⓘ）是德国下萨克森州哈默尔恩-皮尔蒙特县的城市，面积61.99平方千米，2023年12月31日人口为18,556人。